# Den Ochi

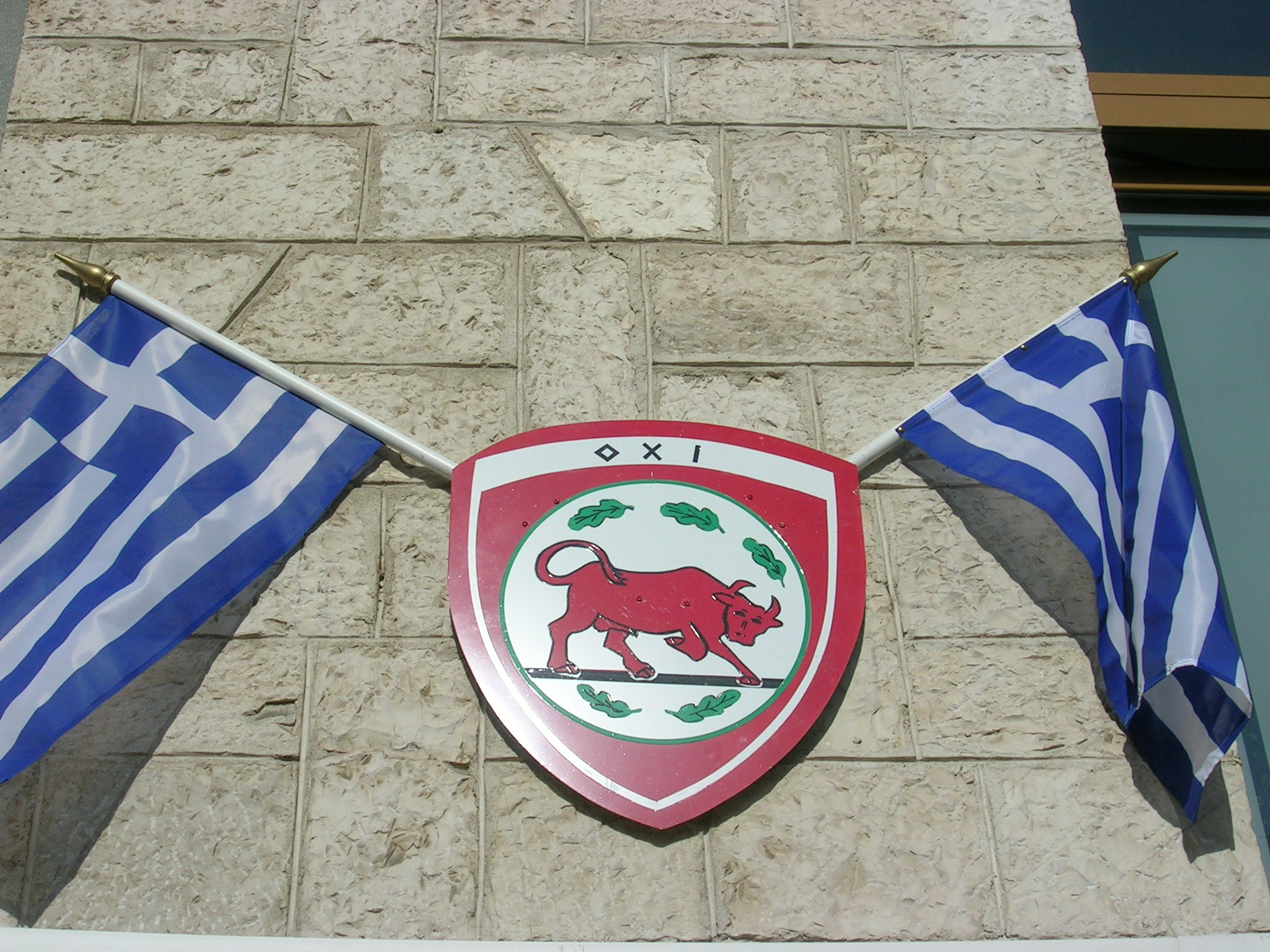
Výzdoba u příležitosti výročí 28. října – řecké vlajky a štít s nápisem Ochi

Den Ochi (anglickým přepisem Ohi; řecky Επέτειος του «'Οχι»; česky Den Ne) je svátek slavený každoročně v Řecku, na Kypru a v řecké diaspoře po celém světě, jenž připadá na 28. října. Připomíná odmítnutí ultimáta Benita Mussoliniho řeckým premiérem Ioannisem Metaxasem 28. října 1940.

## Italské ultimátum
Ultimátum bylo Metaxasovi předáno Emanuelem Grazzim, italským velvyslancem v Řecku. Předání se odehrálo 28. října 1940 před třetí hodinou ráno po večírku na německé ambasádě v Athénách. Po řecké vládě se požadovalo, aby umožnila silám Osy vstoupit na řecké území a obsadit některé jeho části. V případě odmítnutí měla být Řecku vyhlášena válka. Údajně bylo na toto ultimátum lakonicky odpovězeno όχι neboli ne. Většina odborníků se však shoduje na tom, že slovo Ochi je až později vytvořený moderní mýtus a že skutečná odpověď byl francouzský výraz Alors, c'est la guerre. („tak tedy válka“). V reakci na Metaxasovo odmítnutí překročila v půl šesté ráno italská vojska umístěná v Albánii, tehdejším italském protektorátu, řecké hranice. Metaxasova odpověď znamenala počátek řecké účasti v druhé světové válce. Po řecko-italské válce a bitvě o Řecko na několik let ovládly řecké území německé a italské jednotky.
Ráno 28. října Řekové vyšli do ulic a nedbajíce na politickou příslušnost skandovali „ochi“. Od roku 1942 se tento den slaví pod názvem Den Ochi.

## Výročí
Během války byl 28. říjen každoročně připomínán řeckými komunitami ve světě i v mateřské zemi a po konci druhé světové války se stal řeckým státním svátkem. Události roku 1940 se každý rok připomínají vojenskými a studentskými přehlídkami. Při každém výročí je většina veřejných budov a bydlišť ozdobena řeckými vlajkami.